# Carlos Augusto Campos
Carlos Augusto Pimenta da Campos (São Paulo, 5 de julio de 1978) es un deportista brasileño que compitió en piragüismo en la modalidad de aguas tranquilas. Ganó siete medallas en los Juegos Panamericanos entre los años 1999 y 2007.

## Palmarés internacional
| Juegos Panamericanos | Juegos Panamericanos            | Juegos Panamericanos | Juegos Panamericanos |
| Año                  | Lugar                           | Medalla              | Competición          |
| -------------------- | ------------------------------- | -------------------- | -------------------- |
| 1999                 | Winnipeg (Canadá)               | Medalla de plata     | K2 1000 m            |
| 1999                 | Winnipeg (Canadá)               | Medalla de bronce    | K1 500 m             |
| 1999                 | Winnipeg (Canadá)               | Medalla de bronce    | K2 500 m             |
| 1999                 | Winnipeg (Canadá)               | Medalla de bronce    | K4 1000 m            |
| 2003                 | Santo Domingo (Rep. Dominicana) | Medalla de oro       | K2 500 m             |
| 2003                 | Santo Domingo (Rep. Dominicana) | Medalla de plata     | K4 1000 m            |
| 2007                 | Río de Janeiro (Brasil)         | Medalla de oro       | K4 1000 m            |